# Farah Rod
Farah Rod, również Farahrud (perski: Farāh Rōd) – rzeka w zachodnim Afganistanie, ma źródła w górach Band-e Bajan, płynie przez 563 km do bezodpływowego obszaru solniska Hamun-e Saberi, na granicy Afgańsko-Irańskiej. Nad rzeką położone jest miasto Farah.